# Fiesta de nacimiento
Una fiesta del bebé o fiesta de nacimiento, también conocida como fiesta premamá o fiesta prepapá o incluso con el anglicismo baby shower, algunos lo podrían traducir del inglés al español como "Afluencia para Bebé", es una celebración estadounidense para la reciente o futura llegada de un bebé presentando regalos a los padres en una fiesta. Es muy similar a otras celebraciones familiares en otras culturas para celebrar la llegada del recién nacido y presentarlo a familiares 

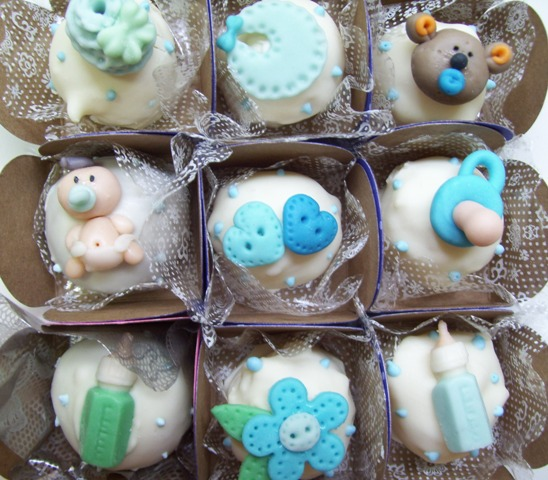
Cupcakes para fiesta del bebé.

## Descripción

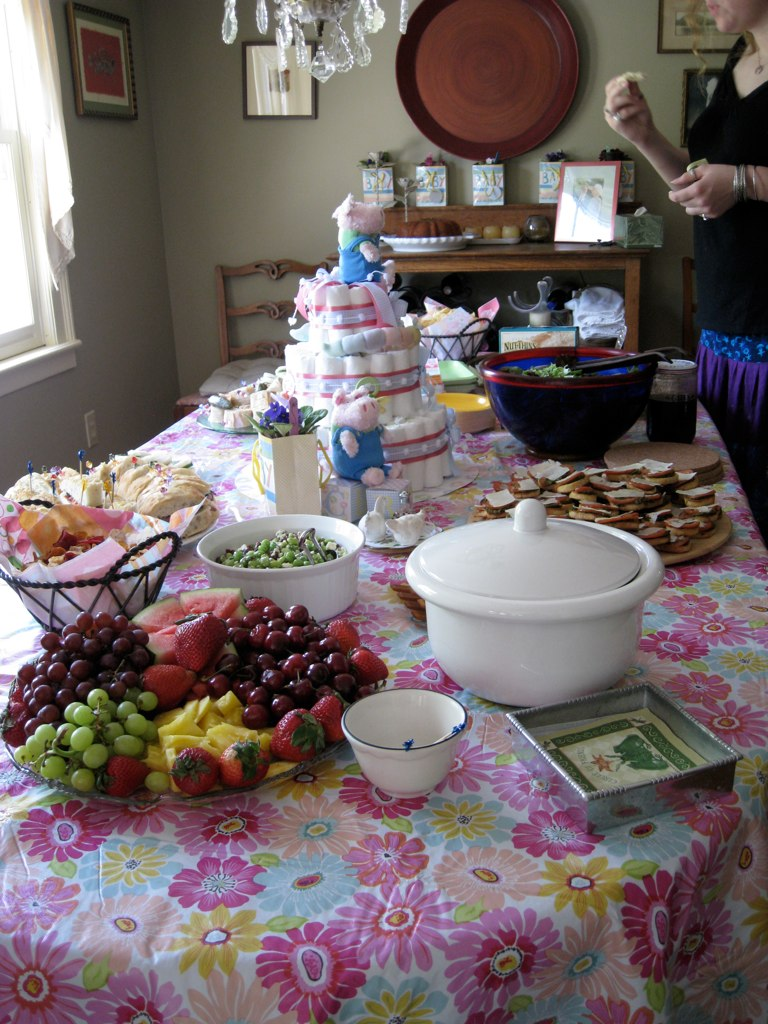
Bufé en una fiesta premamá.

Tradicionalmente, las fiestas premamá sólo se celebraban para la familia. El propósito original era que las mujeres compartiesen la sabiduría y las lecciones sobre la ocupación de convertirse en madre. Con el tiempo, se ha convertido en algo común celebrarlo para los siguientes hijos o adoptados. No es raro que se celebre más de una fiesta por hijo: uno con amigos, otro con compañeros de trabajo.
Las fiestas del bebé son una alternativa a otras celebraciones europeas para celebrar el nacimiento de un hijo tales como los bautizos. Sin embargo, estos tienden a ser menos materialistas a lo que es comúnmente conocido como baby shower en el siglo XXI. 
Progresivamente la sociedad de consumo transformó esta reunión para compartir la sabiduría femenina en una fecha comercial cuyo objetivo es la compra de regalos. De acuerdo con la autoridad en protocolo Miss Manners, a causa de que la fiesta se centra en la entrega de regalos, la fiesta del bebé suele organizarlo y prepararlo un amigo íntimo y no un miembro de la familia, ya que se considera de mala educación que las familias pidan regalos en nombre de otros familiares. Sin embargo, esta costumbre varía según la cultura o la región, y en algunos se espera y es habitual que una mujer familiar cercana organice la fiesta, a menudo la mamá, la hermana, la abuela o la suegra. No hay reglas para cuándo o dónde deben celebrarse las fiestas. El número de invitados y el estilo de entretenimiento los determina la anfitriona. La mayoría de las anfitrionas invitan sólo a mujeres a estas fiestas, aunque no hay una regla fija que lo requiera. Si la fiesta se lleva a cabo después del nacimiento del bebé, el bebé generalmente asiste también a la fiesta. Las fiestas del bebé incluyen comida (cáterin), pero no una comida completa. 
Algunos anfitriones organizan actividades, como juegos para degustar los alimentos para bebés o adivinar la fecha de nacimiento o el sexo del bebé por nacer.

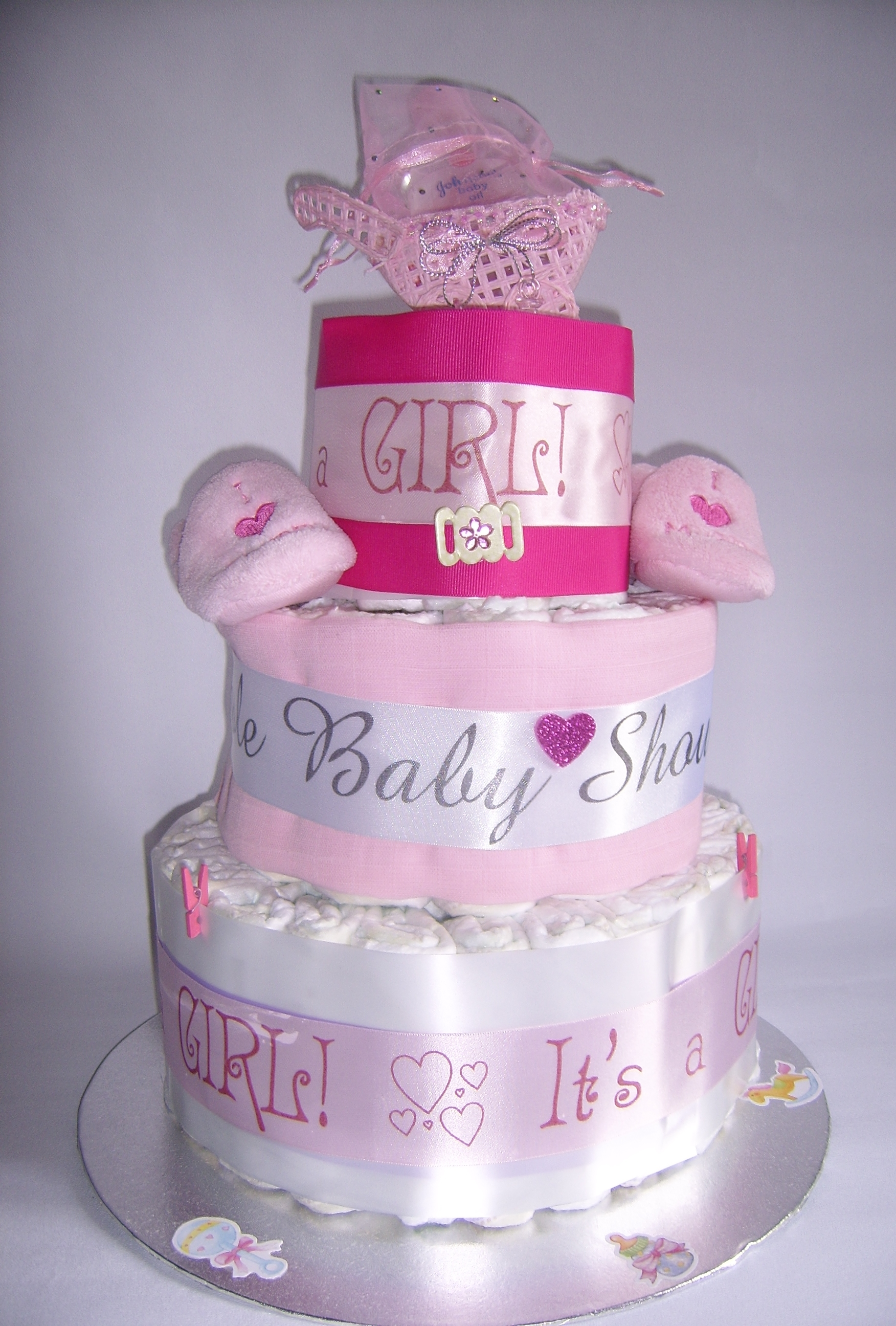
Tarta de pañales para celebrar el futuro nacimiento de una niña.

## Regalos
Los invitados llevan pequeños regalos para la mujer embarazada. Los regalos típicos incluyen pañales, mantas, biberones, ropa y juguetes. Es común que se abran los regalos durante la fiesta. Una posible decoración o regalo es la tarta de pañales, decorada con pañales y otros artículos típicos de bebé.

## Internacional
Las fiestas de nacimiento o incluso los bautizos son otros eventos sociales para celebrar el reciente o futuro nacimiento del bebé son muy populares en todo el mundo. Son reuniones sociales exclusivamente para mujeres.
- En Canadá, es común que asistan sólo las mujeres.
- En Brasil, una fiesta llamada chá de bebê se ofrece antes del nacimiento y es a menudo exclusiva para mujeres.
- En la tradición china, el llamado manyue, se celebra un mes después del nacimiento del bebé. Debido a la falta de avances médicos en tiempos pasados, la alta tasa de mortalidad infantil hacía que las familias y amigos celebrasen si un bebé sobrevivía más de un mes desde su nacimiento.
- En Armenia, el llamado qarasunq se celebra 40 días después del nacimiento del bebé. Es una fiesta para todos los familiares y amigos. Los invitados acuden con regalos para los padres o para el bebé.
- En Irán, en el llamado sismoony, la familia de la mujer embarazada entre 1 y 3 meses antes del parto le proporcionará todos los accesorios y alojamiento que su primer bebé necesite. Esto incluye cama, juguetes, ropa, platos y casi cualquier cosa relacionada con el bebé. Toda la familia y amigos cercanos serían invitados para ver los regalos y además regalar ellos algo.
- En Costa Rica, se llama "té de canastilla".
- En Colombia, se acostumbra hacer "Baby Shower" antes del nacimiento, asisten familiares y amigos cercanos llevando regalos para el bebé como ropita, biberones, pañales. La madre destapa los regalos y el padre debe adivinar quien lo dio, si no adivina, se le va maquillando por cada error que cometa. Es un momento de esparcimiento entre los futuros padres y sus amistades.
- En la tradición hindú, se llama de diferentes maneras, según la comunidad a la que pertenezca la familia. En el norte de la India se conoce como godbharaai. En el oeste de la India, especialmente en Maharashtra, esta celebración es conocida como dohaaljewan. Y en Bengala Occidental y en Odisha se llama saadh. En el sur de la India, en Tamil Nadu/Andhra Pradesh se llama Seemantham o Valaikappu, y en Karnataka se llama sheermanta y se celebra cuando la mujer está en su quinto, séptimo o noveno mes de embarazo. Aunque Seemantham y Valaikappu se pueden celebrar juntos, son muy diferentes. Seemantham es una celebración religiosa mientras que Valaikappu es un evento puramente social. En un Valaikappu se toca música y la futura madre se engalana con el traje tradicional con un montón de flores y guirnaldas hechas de jazmín o mogra. Se decora un columpio con flores de su elección, que se utiliza para sentarse y girar. A veces se ponen simbólicos recortes de lunas y estrellas. Las mujeres mayores de la familia y de la comunidad la cubren con bendiciones. Se dan regalos a la futura madre. Es un evento muy afectivo y lleno de diversión para la mayoría de las futuras mamás, ya que están en el umbral de la maternidad y de entrar en una nueva vida. 
  - En Kerala, es conocido como Pulakuli y es practicado predominantemente en la comunidad Nair, aunque su popularidad se ha extendido a otras sectas hindúes. En un día auspicioso, luego de ser masajeada con aceite ayurvédico hecho en casa, la mujer tiene un baño ritual con la ayuda de las mujeres mayores de la familia. Después de esto, se adora a la deidad de la familia, invocando todos los paradevatas  (deidades de la familia) y una mezcla de hierbas medicinales elaboradas de forma tradicional, se da a la mujer. La mujer está vestida con ropa nueva y joyas utilizadas para tales ocasiones. Una gran diferencia entre el concepto anglosajón del baby shower y el de la tradición hindú es que la ceremonia hindú es una ceremonia religiosa para orar por el bienestar del bebé. En las familias más conservadoras se compran regalos para la futura madre, pero no para el bebé. El bebé tiene una "lluvia" de regalos sólo después del nacimiento.
- Los seguidores del Islam están obligados a realizar la aqiqah para el bebé recién nacido. Esto implica el sacrificio de animales. La carne se divide en tres partes iguales: una para los pobres y necesitados, otra para los familiares y amigos que son invitados a la fiesta, y la última para la familia.
- En Sudáfrica, la llamada stork party, tiene lugar cuando la madre está embarazada de 6 meses. A las stork parties no asisten hombres, y no hacen una fiesta equivalente para ellos. El stork party se acompaña de divertimentos tales como vestirse y dar regalos relacionados con el cuidado del bebé. A menudo se organiza como fiesta sorpresa, sin conocimiento de la madre.
- En el Reino Unido, se llama wetting the baby's head, y es un común sustituto de la fiesta del bebé, que es visto como una costumbre norteamericana y materialista. Tradicionalmente el padre celebra el nacimiento tomando unas bebidas con su grupo de amigos.
- En Nepal se llama pasni. Se hace para los bebés varones en el sexto mes de su nacimiento, y para las bebés niñas en el quinto mes de su nacimiento. La gente da dinero y otros regalos durante la fiesta.
- En Argentina se realizó la primera fiesta prepapá el 27 de mayo de 2017, en la localidad bonaerense de Santa Clara del Mar.

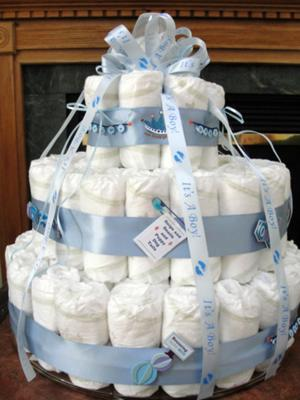
Pañales dispuestos en forma de tarta.

## Fiestas prepapá
Algunas fiestas de bebé se centran en el futuro padre.  Los principales regalos son pañales y regalos relacionados. La organización de la fiesta del pañal se realiza normalmente por los amigos del futuro papá como una forma de ayudar a la venida del bebé, en lugar de que sirva para crear conciencia de la corresponsabilidad del varón. Estas fiestas tienen lugar en bares/pubs, casas de amigos o en la casa del futuro abuelo o padre.

## Nombres para eventos
- Fiesta de pañales (diaper shower) se refiere a una fiesta del bebé a pequeña escala, en general para los hijos no primogénitos, cuando los padres ya no necesitan tantos artículos para bebé.
- Fiesta preabuela se refiere a una fiesta en la que la gente lleva artículos para la casa de los abuelos; por ejemplo, una cuna plegable y un cambiador portátil.
- Sprinkles son pequeñas fiestas para los siguientes hijos, especialmente para cuando el bebé es de sexo diferente que el anterior.